# Billy Brown (calciatore 1900)
William Brown, conosciuto come Billy (Hetton-le-Hole, 22 agosto 1900 – Easington, 1º gennaio 1985) è stato un calciatore inglese, di ruolo attaccante.

## Carriera

### Club
Ha sempre giocato nel campionato inglese.

### Nazionale
Con la Nazionale inglese ha disputato un solo incontro nel 1923.